# Кристиан VI
Кристиан VI (дат. Christian 6., 30 ноября 1699, Копенгагенский замок, Копенгаген — 6 августа 1746[…], Хёрсхольмский дворец, Хёрсхольм) — король Дании и Норвегии с 12 октября 1730 года. Из Ольденбургской династии.
Сын датского короля Фредерика IV и Луизы Мекленбург-Гюстровской. Женился на Софии Магдалене Бранденбург-Кульмбахской, дочери Кристиана Генриха Бранденбург-Кульмбахского.

## Личность Кристиана
Кристиан известен, прежде всего, как религиозный правитель. Воспитание он получил более тщательное, нежели предыдущие правители. Его учителя были приверженцами пиетизма. Выросший под их влиянием Кристиан был глубоко предан этому мистическому течению и в течение всего правления старался распространить его среди своих подданных.
Религиозное давление наряду с недостатком личного обаяния сделало его одним из самых непопулярных королей Дании. Позже историки пытались изменить его образ, подчёркивая, что он был не только нетерпимым, но ещё и трудолюбивым и добросовестным государственным деятелем. Негативное впечатление о нём, однако, сохранилось.

## Политика
Главным событием внутренней политики было принятие в 1733 году закона, запрещавшего крестьянам покидать своё постоянное место жительства, им также вменялось в обязанность подчиняться местной знати и армии (дат. stavnsbåndet). Хотя первоначальная идея заключалась в обеспечении постоянного числа солдат из числа крестьян, он был расценен как окончательное подчинение датского крестьянства, ликвидировав результаты принятого при Фредерике IV акта об отмене крепостного права. Закон очень навредил репутации короля и в 1788 году был отменён.
Религиозные воззрения Кристиана, конечно, очень влияли на церковную политику государства. На первый взгляд ему удалось добиться своих целей, но приходские священники и простой народ тайно сопротивлялись проводимой политике, и после смерти короля пиетизм быстро потерял поддержку в государстве. Но это не означает, что он не оставил никакого следа в истории Дании. Он повлиял на поэзию того времени, среди последователей пиетизма был поэт и епископ Ханс Адольф Брорсон. Другим итогом деятельности Кристиана было введение конфирмации в 1736 году.
Во внешней политике того времени преобладали стремления к сохранению мира, Дания строго соблюдала нейтралитет. Торговля и коммерция успешно развивались, были основаны новые компании и банки.

## Культура
Помимо религиозной деятельности правление Кристиана связано с широкомасштабными строительными работами. Его супруга также принимала деятельное участие в строительстве. Среди зданий того времени:
замок Кристиансборг (построен в 1732-42 годы, сгорел в 1794 году, перестроен);
дворец Хиршхольм (построен в 1737-39 годы, разрушен в 1812 году) на севернее Зеландии;
Эрмитаж (построен в 1734-36 годы).
Эти роскошные здания были возведены для олицетворения величия Дании, но также стали тяжёлым экономическим бременем для населения.
Всё время царствования Кристиана первый национальный театр «Датская сцена», основанный при его отце, был закрыт. Постановки возобновились только в 1748 году. Великий датский драматург Людвиг Хольберг положил перо в самом расцвете своего творчества. Кристиан, впрочем, заботился о процветании наук, распространении просвещения, улучшении судопроизводства, торговли, промышленности.
С детства Кристиан был слаб здоровьем, что и привело к его преждевременной кончине. Похоронен он был в соборе города Роскилле. Скульптор Йоханнес Видевельт по поручению жены Кристиана построил мемориал в стиле неоклассицизма, что положило начало распространению этого художественного течения в Дании. Памятник был сделан из мрамора и закончен в 1768 году, но был установлен только к 1777 году. Он представляет собой саркофаг с двумя женскими фигурами «Sorgen» («Горе») и «Berømmelsen» («Известность»).

## Потомки
В браке с Софией Магдаленой родилось трое детей:
- Фредерик V (1723—1766), король Дании, женат на принцессе Луизе Великобританской (1724—1751), затем на принцессе Юлиане Брауншвейг-Вольфенбюттельской (1729—1796)
- Луиза (1724—1724)
- Луиза (1726—1756), замужем за герцогом Эрнстом Фридрихом III Саксен-Гильдбурггаузенским (1727—1780)